# Milverton
Milverton is een civil parish in Somerset in Engeland gelegen in het dal van Tone-rivier ten westen van Taunton in het Somerset West and Taunton district en heeft 1438 inwoners (2011).

## Geboren
- Thomas Young (1773-1829), natuurkundige, egyptoloog en arts